# Somalisch-türkische Beziehungen
Die Somalisch-türkischen Beziehungen sind das zwischenstaatliche Verhältnis zwischen Somalia und der Türkei. Historisch reichen diese Kontakte bis in die Zeit des Osmanischen Reiches zurück, wurden jedoch insbesondere seit 2011 durch umfangreiche türkische Hilfs- und Wiederaufbaumaßnahmen in Somalia deutlich intensiviert.

## Geschichte

### Frühe Kontakte und osmanische Periode
Die Beziehungen zwischen den somalischen Staaten am Horn von Afrika und dem Osmanischen Reich lassen sich bis in das 16. Jahrhundert zurückverfolgen. Seinerzeit standen einige Sultanate auf dem Gebiet des heutigen Somalia in einem Abhängigkeitsverhältnis zu den Osmanen. So unterstützten die Osmanen die Feldzüge des Sultanat Adal gegen das benachbarte Kaiserreich Abbessinien im 16. Jahrhundert, wobei die Abessinier von den mit den Osmanen konkurrierenden Portugiesen unterstützt wurden. Auch mit dem Sultanat Ajuran etablierten die Osmanen enge wirtschaftliche und politische Beziehungen. In der frühen Kolonialzeit unterstützte Istanbul den somalischen Widerstand gegen die Europäer: So wurde der Aufstand der Derwisch-Bewegung unter Mohammed Abdullah Hassan Anfang des 20. Jahrhunderts vom Osmanischen Reich unterstützt. Auch kulturell hinterließ die osmanisch-türkische Präsenz ihre Spuren am Horn von Afrika – etwa durch Moscheen und andere Bauwerke, die in Hafenstädten wie Berbera auf die osmanische Epoche zurückgehen.

### Unabhängige Türkei und Somalia
Nach der Gründung der Republik Türkei 1923 und der Unabhängigkeit der Republik Somalia 1960 nahmen beide Staaten diplomatische Beziehungen auf. 1969 gehörten beide Staaten zu den Gründungsmitgliedern der Organisation für islamische Zusammenarbeit. 1979 wurden wechselseitig Botschaften in Ankara und Mogadischu eröffnet. Aufgrund des somalischen Bürgerkriegs musste die türkische Botschaft in Mogadischu 1991 schließen; die Türkei blieb jedoch nicht untätig und beteiligte sich in den folgenden Jahren an internationalen Friedensbemühungen für Somalia.

### Beziehungen seit Beginn des somalischen Bürgerkriegs

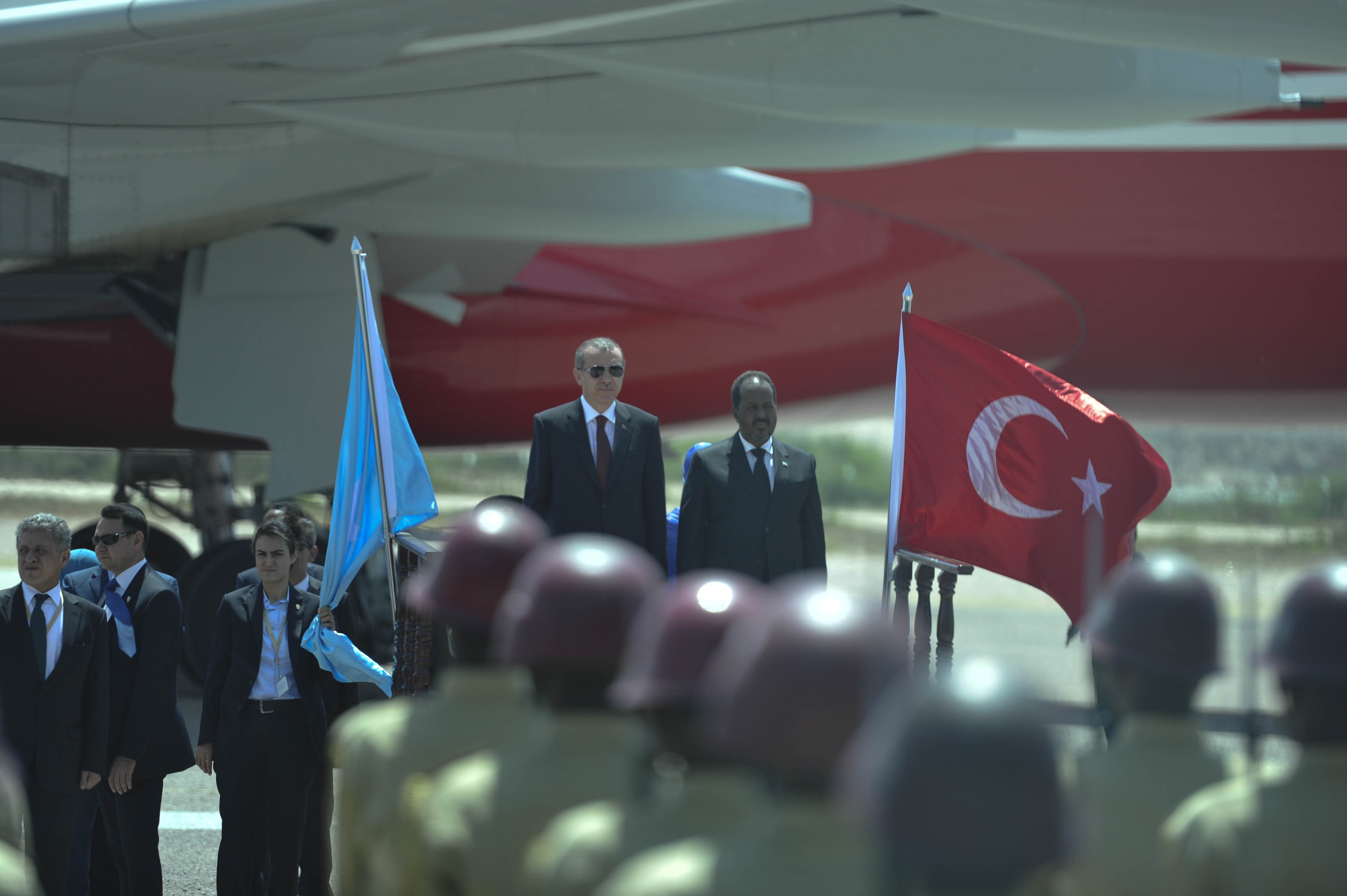
Recep Tayyip Erdoğan mit Hassan Sheikh Mohamud in Mogadischu (2015)

Mit dem Zerfall des somalischen Zentralstaates ab 1991 blieben die direkten Kontakte zunächst eingeschränkt. Einen Wendepunkt markierte die Hungersnot von 2011, als die Türkei umfangreiche Hilfe leistete: Der türkische Premierminister (und spätere Staatspräsident) Recep Tayyip Erdoğan besuchte im August 2011 als erster nicht-afrikanischer Staatschef seit Jahrzehnten das kriegsgeplagte Mogadischu und sagte Hilfe für die hungernde Bevölkerung zu. In der Folge entwickelte sich eine enge Partnerschaft. Die Gründung der Bundesregierung Somalias 2012 begünstigte die weitere Entwicklung der Beziehungen. 2016 eröffnete die Türkei in Mogadischu ihren größten Botschaftskomplex weltweit.
Die somalische Führung betrachtet Ankara als wichtigen strategischen Partner; seit 2013 vermittelt die Türkei auch in Gesprächen zwischen der somalischen Bundesregierung und der de-facto autonomen Region Somaliland. 2015 weihte Erdoğan bei einem weiteren Besuch eine Reihe neuer, von der Türkei finanzierter Entwicklungsprojekte in Somalia ein, darunter ein Krankenhaus in der Hauptstadt Mogadischu, welches zu Ehren von Erdoğan in Erdoğan-Krankenhaus umbenannt wurde. Im Dezember 2024 vermittelte die Türkei erfolgreich in einem Streit zwischen Somalia und Äthiopien, mit dem langjährige Spannungen über die Souveränität Somalilands und den Zugang Äthiopiens zum Roten Meer beigelegt wurden.

## Wirtschaftsbeziehungen
Die Türkei engagiert sich seit 2011 stark beim Wiederaufbau der wirtschaftlichen Infrastruktur Somalias. Türkische Regierungsorganisationen wie die Entwicklungsbehörde TİKA sowie zahlreiche NGOs haben vor Ort zahlreiche Projekte umgesetzt. Dazu gehören der Ausbau der Infrastruktur und der Bildung, der Bau eines modernen Krankenhauses in Mogadischu, die Errichtung eines Parlamentsgebäudes sowie die Einrichtung eines Zentrums für Zivilluftfahrt und neuer Labore an somalischen Hochschulen. Insgesamt hat die Türkei in den Jahren nach 2011 über eine Milliarde US-Dollar an humanitären Hilfs- und Entwicklungsleistungen für Somalia bereitgestellt. Auch der bilaterale Handel und Investitionsbeziehungen wachsen: 2019 betrug das Handelsvolumen zwischen beiden Ländern rund 250 Millionen US-Dollar. Türkische Unternehmen betreiben den internationalen Flughafen Mogadischu und den Seehafen von Mogadischu; zudem verbinden Direktflüge der Turkish Airlines beide Länder wieder regelmäßig seit 2012.
Im Januar 2020 erklärte die türkische Regierung, Somalia habe die Türkei eingeladen, in seinen Hoheitsgewässern nach Erdöl zu suchen. Nach dem Fund großer Öl- und Gasvorkommen sicherten sich die Türkei 2024 in einem somalisch-türkischen Abkommen die Rechte an 90 Prozent der Erdgas- und Erdölvorkommen in somalischen Gewässern sowie 30 Prozent der Einnahmen daraus.

## Kultur
Zwischen Somalia und der Türkei bestehen enge kulturelle und gesellschaftliche Verbindungen. Aufgrund der gemeinsamen islamischen Religion und historischer Beziehungen genießt die türkische Kultur in Somalia ein hohes Ansehen. Auch die türkischen Entwicklungsprojekte haben zu einem positiven Image der Türkei beigetragen. Türkische Fernsehserien und Filme sind in Somalia sehr populär, was in den 2010er Jahren zu einem sprunghaft gestiegenen Interesse an der türkischen Sprache führte. So hat sich „Istanbul“ zu einem der beliebtesten weiblichen Vornamen im Land entwickelt. Es bestehen zudem wechselseitige Diaspora-Gemeinden: Eine wachsende Zahl Somalier lebt für Studium, Handel und Arbeit in der Türkei, während in Somalia türkische Geschäftsleute, Ärzte, Ingenieure und Entwicklungshelfer tätig sind.

## Sicherheitskooperation
Die sicherheitspolitische Kooperation ist zu einem zentralen Pfeiler der somalisch-türkischen Beziehungen geworden. Die Türkei unterstützt den Aufbau der somalischen Streitkräfte durch Ausbildung und Ausrüstungshilfen. 2017 wurde in Mogadischu mit dem „Camp TURKSOM“ eine türkische Militärbasis eröffnet – die bis dato größte Militärbasis der Türkei im Ausland. Dort sollen bis zu 16.000 Soldaten (etwa ein Drittel der somalischen Armee) ausgebildet werden; außerdem werden somalische Eliteeinheiten in der Türkei trainiert. Im Jahr 2024 unterzeichneten beide Länder ein Abkommen zur maritimen Sicherheitskooperation, in dessen Rahmen die türkische Marine die somalischen Seestreitkräfte beim Küstenschutz aufbaut und ausbildet. Die ausgeweitete türkische Präsenz hat allerdings auch Anschläge der islamistischen Al-Shabaab-Miliz auf türkische Einrichtungen nach sich gezogen – so verübten Extremisten 2013 einen Autobombenanschlag auf ein Gebäude der türkischen Botschaft in Mogadischu, bei dem mehrere Menschen getötet wurden.